# Publicité DIM de 1969
 (septembre 2009).
 (septembre 2009).
Si vous disposez d'ouvrages ou d'articles de référence ou si vous connaissez des sites web de qualité traitant du thème abordé ici, merci de compléter l'article en donnant les références utiles à sa vérifiabilité et en les liant à la section « Notes et références ».
La publicité télévisée Dim de 1969 avec une bicyclette à 4 places est le second spot réalisé pour la marque Dim, alors que la publicité vient d'apparaître à la télévision française peu de temps avant.

## Historique
En 1969, le responsable de la création audiovisuelle de l’agence Publicis était Eric Lipmann et le PDG des Bas Dimanche, Bernard Giberstein avait pris une importante participation dans un nouveau produit, le collant. Après une recherche de marque, le « Dim » (diminutif de Dimanche) a été retenu.
« Nous étions tous méfiants à l’égard de ce truc pas très sexy, et inquiets que son échec éventuel puisse entacher l’image des Bas Dimanche, principal concurrent des bas Le Bourget. Nous avons lancé une recherche de marque et, parmi les nombreuses propositions, le diminutif « Dim », a été retenu. » C’est à cette occasion que Marcel Bleustein-Blanchet a dit à Bernard Giberstein : « nous avons décidé de retirer votre manche ».
À cette époque, la lingerie utilisait principalement magazines et affichage pour communiquer. Le cinéma a été proposé pour le lancement, afin de marquer la différence de nature du produit et cibler une clientèle « jeune et branchée ».
L’idée de départ est venue à Éric Lipmann lors d'une promenade sur les planches de Deauville en voyant trois jeunes filles en shorts qui fonçaient sur un velo tandem à trois places. Le story-board fut confié à Claude Sardet, directeur artistique de Publicis, qui imagina un vélo à 5 places (car il y avait 5 couleurs de collants à montrer) dans diverses situations.

## Fiche technique
L'équipe qui a tourné la publicité était la suivante :
- Réalisation : Éric Lipmann (Publicis)
- Direction de la photographie : Jean-Marc Ripert
- Conseil chorégraphique : Dirk Sanders
- Stylisme : Michèle Cerf
- Montage : Francine Pierre
- Production déléguée : Claude Maillot (Publicis)
- Direction de production : Michèle Enouff (IDTV)
- Production : IDTV

## Tournage
Deux premiers films ont été tournés : l’un avec un vélo à 4 places fabriqué par un accessoiriste pour l’occasion, et un autre avec des pédalos.
Le montage a été fait sur une musique de stock (car aucun budget musical n’était envisageable à cette époque) intitulée Mexican Hayride qui avait pour principales qualités d'être rythmée, enjouée et gratuite. Au vu de la première double-bande, Marcel Bleustein-Blanchet a immédiatement prédit que ce serait un succès exceptionnel. Seule Michèle Enouff (IDTV) regrettait que la musique fut sans grande personnalité. Elle s'est alors adressée à un programmateur d'Europe 1, Michel Hermelin, qui a apporté quelques créations musicales, dont celle de Lalo Schifrin composée pour la BO du film The Fox (de Mark Rydell, 1967). Cela fonctionnait très bien, mais il fallait payer les droits s'élevant à 1000 $, ce qui était bien trop élevé pour une musique de pub à l'époque. Ils décidèrent donc de finaliser le film avec la musique de stock.
Le film fut présenté au mois d’août, dans une salle de cinéma située place des Lices à Saint-Tropez, où Bernard Giberstein passait ses vacances en famille. Comme cette salle n'était pas équipée en double-bande, Eric Lippmann devait déclencher un magnétophone à l’envoi de l'image par le projectionniste. La famille Giberstein, réunie au grand complet, détesta le film (jugé vulgaire, obscène, non argumenté, etc.). Elie Crespi leur déclara textuellement que c’était « de la confiture aux cochons ».
Marcel Bleustein-Blanchet prit l’initiative de programmer le film dans le réseau Siritsky-Publicis afin de le tester dans une demi-douzaine de salles, au frais de l’agence. Le résultat, époustouflant, fit changer le client d’avis ; les premières projections publiques – avec la musique de stock- furent véritablement triomphales. Seule Michèle Enouff continuait de regretter The Fox. Elle proposa de payer elle-même les droits de cette musique sur la marge d’IDTV. Ainsi, pour la deuxième vague du film « bicyclette », début 1970, ils purent changer la bande sonore. 
Les deux films suivants furent réalisés par Yvon-Marie Coulais (père du compositeur Bruno Coulais) dont un dans le désert.